# 후쿠타 아키토
후쿠타 아키토(일본어: 福田 晃斗, 1992년 5월 1일 ~ )는 일본의 축구 선수이다.

## 구단 경력
그는 2013년부터 2024년까지 J리그의 사간 도스, 쇼난 벨마레, 알비렉스 니가타에서 활동하였다.